# Pizzo Mualio, Montagna di Vernà
Pizzo Mualio, Montagna di Vernà este o arie protejată (arie specială de conservare — SAC, sit de importanță comunitară — SCI) din Italia întinsă pe o suprafață de 1.615 ha, integral pe uscat.

## Localizare
Centrul sitului Pizzo Mualio, Montagna di Vernà este situat la coordonatele 38°00′31″N 15°16′04″E / 38.008611°N 15.267778°E.

## Înființare
Situl Pizzo Mualio, Montagna di Vernà a fost declarat sit de importanță comunitară în septembrie 1995 pentru a proteja 1 specie de plante și 8 specii de animale. Situl a fost protejat și ca arie specială de conservare în decembrie 2015.

## Biodiversitate
Situată în ecoregiunea mediteraneană, aria protejată conține 15 habitate naturale: Păduri de pin mediteraneene cu pini mezogeni endemici, Pante stâncoase calcaroase cu vegetație casmofită, Râuri mediteraneene cu debit intermitent, cu specii de Paspalo-Agrostidion, Peșteri inaccesibile publicului, Grohotișuri termofile și vest-mediteraneene, Păduri de stejar alb estice, Pseudostepă cu ierburi și specii anuale de Thero-Brachypodietea, Fânețe de joasă altitudine (Alopecurus pratensis, Sanguisorba officinalis), Păduri de Quercus ilex și Quercus rotundifolia, Păduri de Castanea sativa, Galerii de Salix alba și de Populus alba, Lande oro-mediteraneene cu formațiuni endemice de grozamă, Liziere de ierburi înalte hidrofile de câmpie și de nivel montan până la alpin, Păduri de Platanus orientalis și Liquidambar orientalis (Platanion orientalis), Tufărișuri termo-mediteraneene și de pre-deșert.
La baza desemnării sitului se află mai multe specii protejate:
- plante (1): Leontodon siculus
- păsări (6): Alectoris graeca whitakeri, acvilă de munte (Aquila chrysaetos), șoim călător (Falco peregrinus), gaia neagră (Milvus migrans), viespar (Pernis apivorus), silvie de tufiș (Sylvia undata)
- reptile (2): Emys trinacris, țestoasă bănățeană (Testudo hermanni)

Pe lângă speciile protejate, pe teritoriul sitului au mai fost identificate 27 de specii de plante, 4 specii de amfibieni, 47 de specii de nevertebrate, 10 specii de reptile.